# Мамирбаев, Нурали Орынбасарович
Нурали Орынбасарович Мамирбаев (каз. Нұрәлі Орынбасарұлы Мамырбаев; род. 15 февраля 2000, Нукус) — казахстанский футболист, защитник.

## Карьера
Футбольную карьеру начинал в 2018 году в составе клуба «Кыран-М» во второй лиге.
В начале 2022 года подписал контракт с казахстанским клубом «Ордабасы». 4 июля 2022 года в матче против клуба «Каспий» дебютировал в казахстанской Премьер-лиге (4:1), выйдя на замену на 90-й минуте вместо Самата Шамши.

## Достижения
«Улытау»
- Серебряный призёр Первой лиги Казахстана: 2024

## Статистика
| Клуб                | Сезон            | Лига | Лига | Кубки | Кубки | Еврокубки | Еврокубки | Итого | Итого |
| Клуб                | Сезон            | Игры | Голы | Игры  | Голы  | Игры      | Голы      | Игры  | Голы  |
| ------------------- | ---------------- | ---- | ---- | ----- | ----- | --------- | --------- | ----- | ----- |
| Кыран               | 2019             | 3    | 0    | —     | —     | —         | —         | 3     | 0     |
| Кыран               | 2020             | 12   | 1    | —     | —     | —         | —         | 12    | 1     |
| Кыран               | 2021             | 19   | 3    | —     | —     | —         | —         | 19    | 3     |
| Кыран               | Итого            | 34   | 4    | —     | —     | —         | —         | 34    | 4     |
| → Кыран М           | 2018             | 39   | 0    | —     | —     | —         | —         | 39    | 0     |
| → Кыран М           | 2019             | 29   | 1    | —     | —     | —         | —         | 29    | 1     |
| → Кыран М           | 2021             | 8    | 2    | —     | —     | —         | —         | 8     | 2     |
| → Кыран М           | Итого            | 76   | 3    | —     | —     | —         | —         | 76    | 3     |
| Ордабасы            | 2022             | 1    | 0    | 0     | 0     | —         | —         | 1     | 0     |
| Ордабасы            | Итого            | 1    | 0    | 0     | 0     | —         | —         | 1     | 0     |
| → Ордабасы М        | 2022             | 4    | 0    | —     | —     | —         | —         | 4     | 0     |
| → Ордабасы М        | Итого            | 4    | 0    | —     | —     | —         | —         | 4     | 0     |
| → Академия Онтустик | 2022             | 13   | 1    | —     | —     | —         | —         | 13    | 1     |
| → Академия Онтустик | Итого            | 13   | 1    | —     | —     | —         | —         | 13    | 1     |
| Арыс                | 2023             | 17   | 0    | 2     | 0     | —         | —         | 19    | 0     |
| Арыс                | Итого            | 17   | 0    | 2     | 0     | —         | —         | 19    | 0     |
| Улытау              | 2024             | 16   | 3    | 2     | 0     | —         | —         | 18    | 3     |
| Улытау              | Итого            | 16   | 3    | 2     | 0     | —         | —         | 18    | 3     |
| Всего за карьеру    | Всего за карьеру | 161  | 11   | 4     | 0     | —         | —         | 165   | 11    |